# Capsella rubella
Capsella rubella là một loài thực vật có hoa trong họ Cải. Loài này được Reut. mô tả khoa học đầu tiên năm 1853.